# Fissidens flavo-limbatus
Fissidens flavo-limbatus là một loài Rêu trong họ Fissidentaceae. Loài này được Besch. mô tả khoa học đầu tiên năm 1880.